# Crypten van Lieberkühn

Slijmvlies dunne darm

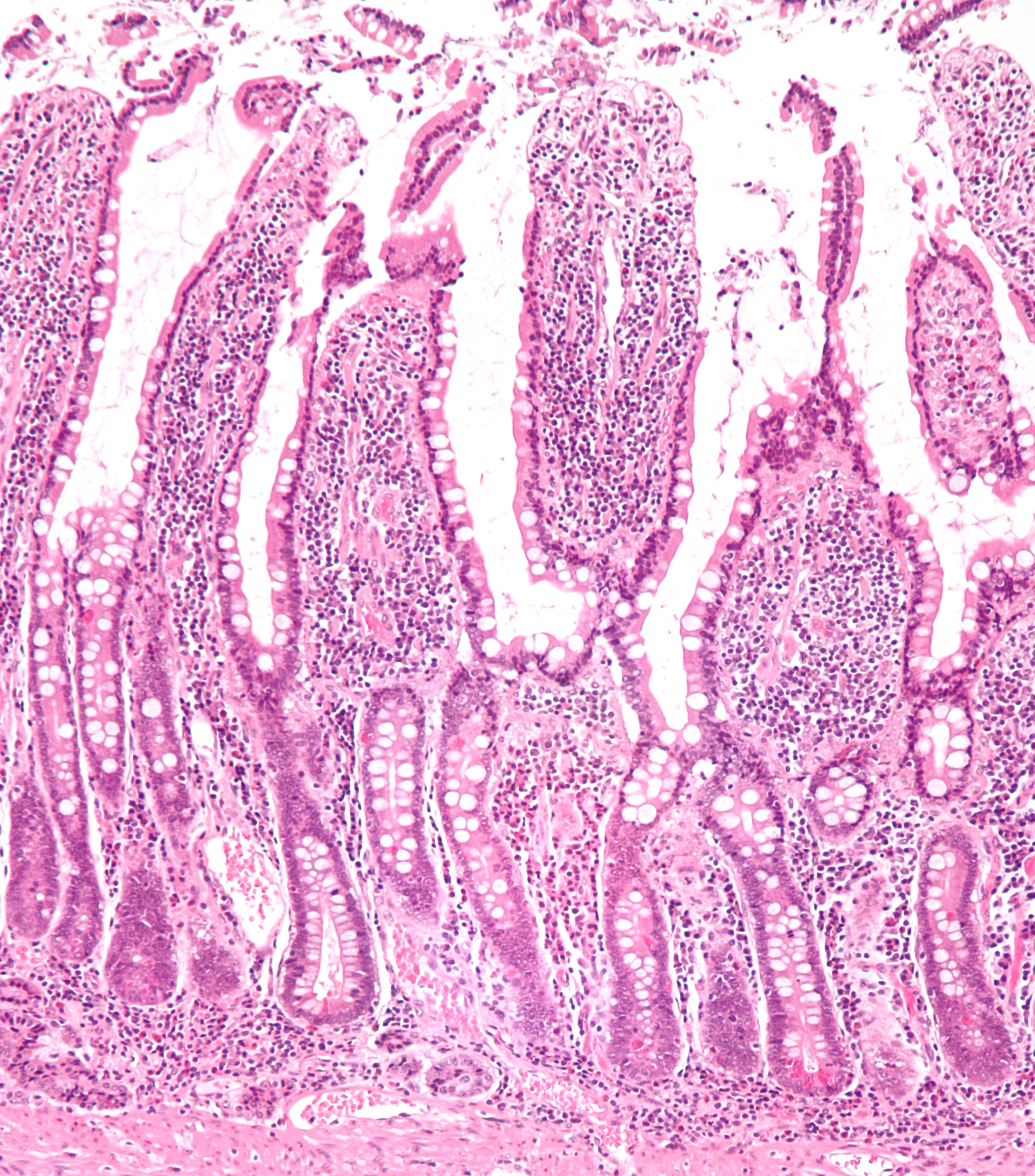
Microscopische vergroting van het dunnedarmslijmvlies met de darmvlokken en crypten van Lieberkühn.

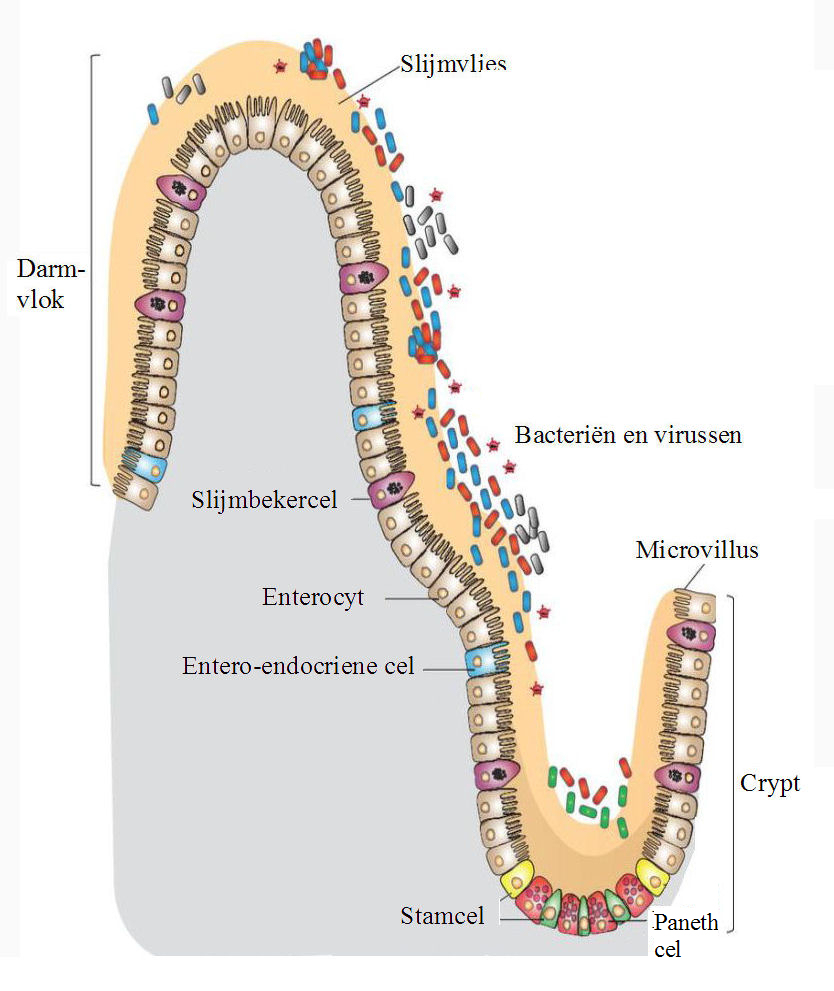
Soorten darm-epitheelcellen bij de mens.

De crypten van Lieberkühn (Latijn: Glandulae intestinales), ook wel darmklieren en cryptae intestinales genoemd, zijn ongeveer 0,2 tot 0,4 mm diepe, buisvormige, gedeeltelijk vertakte uithollingen van het epitheel in het slijmvlies van de dunne en karteldarm. Ze zijn vernoemd naar de Berlijnse arts en anatoom Johann Nathanael Lieberkühn (1711-1756).
De crypten van Lieberkühn zorgen voor een vergroting van het oppervlak en de secretie en voor de regulering van de ijzerbalans in het menselijk lichaam door middel van regulerende proteïnen. Ze werden in 1688 ontdekt door Marcello Malpighi, maar Lieberkühn was de eerste die ze in 1745 beschreef in zijn “Dissertatio de fabrica et actione villorum intestinorum tenuium hominis”.

## Structuur
Crypten van Lieberkühn bevinden zich in het epitheel van de dunne darm, namelijk de twaalfvingerige darm, nuchtere darm en kronkeldarm, en in de karteldarm, waar ze soms coloncrypten worden genoemd. Crypten van Lieberkühn van de dunne darm bevatten een basis van delende stamcellen, Paneth-cellen van het aangeboren immuunsysteem en slijmbekercellen, die slijm produceren. In de karteldarm hebben crypten geen Paneth-cellen.

## Functie
De enterocyten in het slijmvlies van de dunne darm bevatten spijsverteringsenzymen die specifieke voedingsmiddelen verteren terwijl ze door het epitheel worden opgenomen. Deze enzymen omvatten peptidase, sucrase, maltase, lactase en intestinale lipase. Dit staat in contrast met de maagklieren van de maag, waar hoofdcellen pepsine afscheiden.
Ook wordt hier nieuw epitheel gevormd, wat belangrijk is omdat de cellen op deze plek continu worden weggesleten door het passerende voedsel. Het basale (verder van het darmlumen) deel van de crypte bevat multipotente stamcellen. Tijdens elke mitose blijft een van de twee dochtercellen in de crypte als stamcel, terwijl de andere differentieert en langs de zijkant van de crypte omhoog migreert en uiteindelijk in de darmvlok terechtkomt. Deze stamcellen kunnen differentiëren in een absorberende (enterocyten) of secretoire (slijmbekercellen, paneth-cellen, enteroendocriene cellen) afstammingslijn. Zowel Wnt- als Notch-signaleringspaden spelen een grote rol bij het reguleren van celproliferatie en bij ingewanden morfogenese en homeostase.
Verlies van proliferatiecontrole in de crypten leidt vermoedelijk tot darmkanker.

## Darmsap
Darmsap (ook wel succus entericus genoemd)) verwijst naar de heldere tot lichtgele waterige afscheidingen van de klieren die de dunne darmwanden bekleden. De klieren van Brunner die uitkomen in de crypten van Lieberkühn in de twaalfvingerige darm, scheiden grote hoeveelheden alkalisch slijm af als reactie op (1) tactiele of irriterende stimuli op het slijmvlies van de twaalfvingerige darm; (2) stimulatie van de nervus vagus, die de afscheiding van de klieren van Brunner verhoogt, gelijktijdig met een toename van de maagafscheiding; en (3) hormonen van het maag-darmstelsel, met name secretine.
De functie ervan is om het proces te voltooien dat is begonnen door pancreassap; het enzym trypsine bestaat in pancreassap in de inactieve vorm trypsinogeen, het wordt geactiveerd door enterokinase in het darmsap. Trypsine kan vervolgens andere protease-enzymen activeren en de reactie pro-colipase → colipase katalyseren. Colipase is nodig, samen met galzuren, om de lipasefunctie mogelijk te maken.
Darmsap bevat ook hormonen, spijsverteringsenzymen, slijm, stoffen om zoutzuur uit de maag te neutraliseren. Verschillende exopeptidasen, die polypeptiden verder afbreken tot aminozuren, voltooien de vertering van eiwitten.

## Crypten van de kronkeldarm

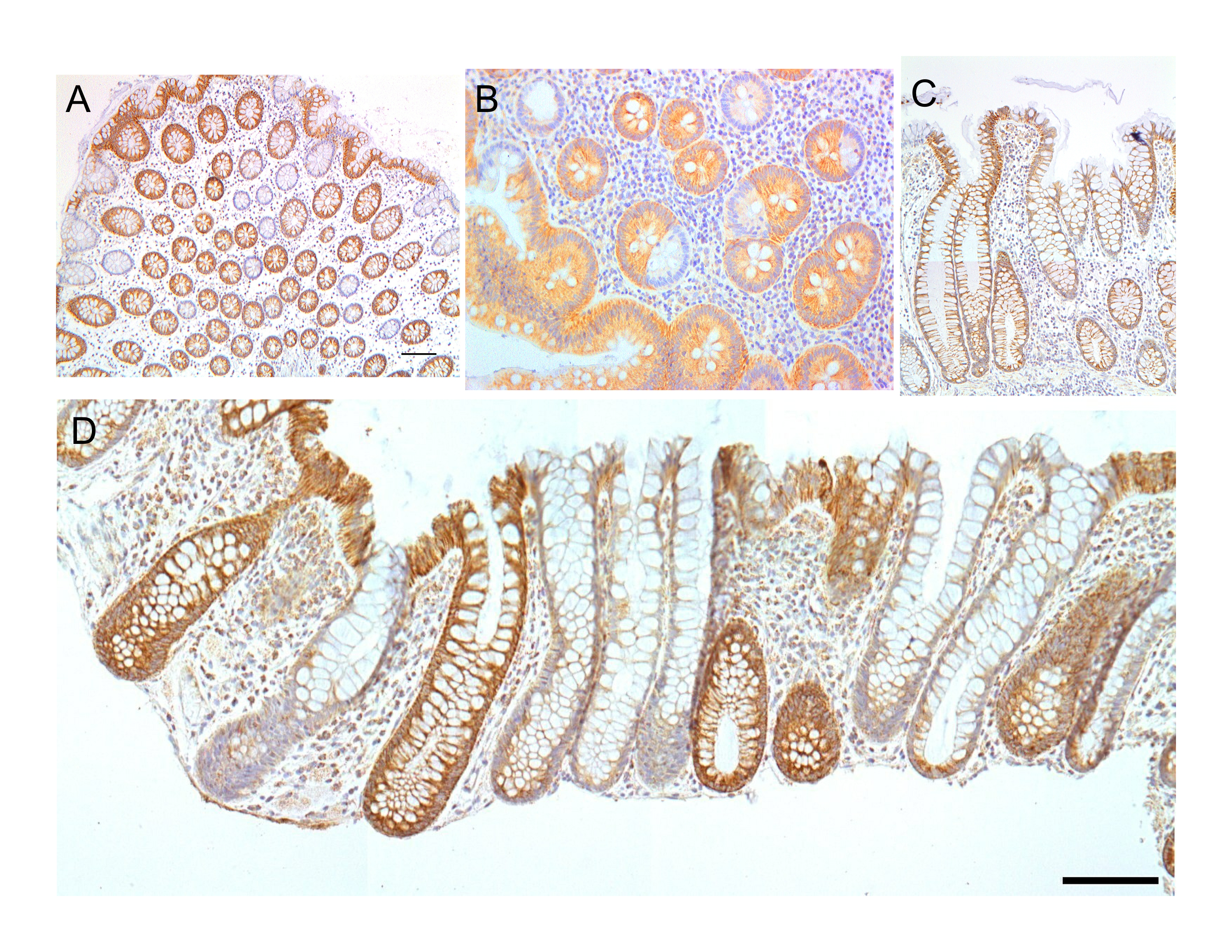
Colonische crypten met vier weefselsecties. De balk in A is 100 μm en geeft een schatting van de frequentie van crypten in het epitheel van de kronkeldarm. B bevat drie crypten in doorsnede, elk met één segment dat deficiënt is voor CCOI-expressie en minstens één crypt, aan de rechterkant, die in twee crypten splitst. C toont, aan de linkerkant, een crypt die in twee crypten splitst. D toont typische kleine clusters van twee en drie CCOI-deficiënte crypten (de balk toont 50 μm). A, B en D zijn ook opgenomen in het artikel

De darmklieren in de kronkeldarm worden vaak colonische crypten genoemd. Het epitheliale binnenoppervlak van de kronkeldarm wordt onderbroken door instulpingen, de colonische crypten. De colonische crypten hebben de vorm van reageerbuisjes met dikke wanden en een centraal gat over de lengte van de buis (het cryptlumen). Hier worden vier weefselsecties getoond, twee (A en B) die over de lange assen van de crypten zijn gesneden en twee (C en D) die parallel aan de lange assen zijn gesneden.
In deze afbeeldingen zijn de cellen gekleurd om een bruinoranje kleur te tonen als de cellen een mitochondriaal eiwit produceren dat cytochroom c oxidase subunit I (CCOI of COX-1) wordt genoemd. De celkernen (gelegen aan de buitenste randen van de cellen die de wanden van de crypten bekleden) zijn blauwgrijs gekleurd met hematoxyline. Zoals te zien is in C en D, zijn de crypten ongeveer 75 tot ongeveer 110 cellen lang. De gemiddelde omtrek van de crypten is 23 cellen. Uit de afbeeldingen blijkt dat het gemiddelde ongeveer 1.725 tot 2530 cellen per colonische crypt is. Een andere maat werd bereikt, wat een bereik van 1500 tot 4900 cellen per colonische crypt opleverde. Cellen worden geproduceerd aan de basis van de crypt en migreren omhoog langs de crypt-as, voordat ze dagen later in het lumen van de kronkeldarm terechtkomen.  Er bevinden zich 5 tot 6 stamcellen aan de basis van de crypten.[8]
Uitgaande van afbeelding A, zijn er ongeveer 100 coloncrypten per vierkante millimeter van het colonepitheel. De lengte van de menselijke kronkeldarm (colon) is gemiddeld 160,5 cm (gemeten vanaf de onderkant van de blindedarm tot de colorectale verbinding) met een bereik van 80 cm tot 313 cm.[11] De gemiddelde binnenomtrek van de kronkeldarm is 6,2 cm. The average inner circumference of the colon is 6.2 cm. Het binnenoppervlak van het epitheel van de menselijke kronkeldarm heeft dus gemiddeld een oppervlakte van ongeveer 995 cm², wat 9.950.000 (bijna 10 miljoen) crypten omvat.
In de vier weefselsecties die hier worden getoond, hebben veel van de darmkliercellen met een mitochondriale DNA-mutatie in het CCOI-gen en lijken ze voornamelijk wit, waarbij hun hoofdkleur de blauwgrijze kleuring van de celkernen is. Zoals te zien is in B, lijkt een deel van de stamcellen van drie crypten een mutatie in CCOI te hebben, waardoor 40% tot 50% van de cellen die uit die stamcellen voortkomen een wit segment vormen in het dwarsdoorsnedegebied.
Over het geheel genomen is het percentage crypten met een CCOI-tekort minder dan 1% vóór de leeftijd van 40, maar neemt daarna lineair toe met de leeftijd. Colonische crypten met een CCOI-tekort bereiken gemiddeld 18% bij vrouwen en 23% bij mannen, op 80-84-jarige leeftijd.
Crypten van de kronkeldarm kunnen zich reproduceren door deling, zoals te zien is in C, waar een crypt zich deelt om twee crypten te vormen, en in B waar ten minste één crypt lijkt te delen. De meeste crypten met een CCOI-tekort bevinden zich in clusters van crypten (klonen van crypten) met twee of meer CCOI-deficiënte crypten naast elkaar (zie D).

## Klinische betekenis
Cryptontsteking staat bekend als cryptitis en wordt gekenmerkt door de aanwezigheid van neutrofielen tussen de enterocyten. Een ernstige cryptitis kan leiden tot een cryptabces.
Pathologische processen die leiden tot de ziekte van Crohn, d.w.z. progressieve vernietiging van intestinale crypten, worden geassocieerd met vertakking van de crypten.
Oorzaken van cryptvertakking zijn onder meer:
- inflammatoire darmziekte (bijv. colitis ulcerosa, ziekte van Crohn),
- persistente infectieuze colitis en
- ischemische colitis.

|  |  |  |